# 白杨 (演员)

1962年新中国人民演员照片

白杨（1920年4月22日—1996年9月18日），原名杨成芳，女，湖南省湘阴县东山里杨家仑（今属汨罗市）人，生于今北京市，中国电影表演艺术家。
她曾与女星白虹、白光合称为北平三白:60。1940年代起，她與張瑞芳、舒繡文和秦怡并稱為中國影劇界四大名旦。

## 生平
父亲杨震华是清末举人，家境富裕，曾在北京筹建私立新华大学。杨震华原籍湘阴县东山里杨家仑（1980年代时为汨罗县古仑乡朱砂村，今属汨罗市大荆镇）。白杨生于今北京市，时称京兆地方，民国时期称北平。成名后，她与白虹、白光因出生年份相近、出生地相同被称为“北平三白”:60。
1931年11岁时，白杨进入联华影业公司北平五厂演员养成所学习表演。1934年，白杨参加了中国旅行剧团，开始了职业演员的生涯。1936年与明星影片公司签约，与赵丹主演《十字街头》，一举成名。作為那個年代最受歡迎的中國女演員，白楊也得到了國際傳媒的矚目，英國《泰晤士報》稱其是中國的“葛麗泰·嘉寶”。。
抗战期间在重庆中央电影摄影场参加了《中华儿女》、《长空万里》、《青年中国》等影片拍摄，主演《日出》、《屈原》、《法西斯细菌》等话剧，1946年在上海昆仑影业公司拍摄的影片《八千里路云和月》和《一江春水向东流》担任主演。在《一江春水向东流》中塑造了具有东方女性独特性格的形象，使得该片成为中国艺术的珍品。
中华人民共和国成立后，白杨曾任上海电影制片厂演员、导演、艺术委员会副主任，中国影协副主席。1960年代初期，先后主演《团结起来到明天》、《为了和平》、《祝福》、《冬梅》、《金玉姬》和《春满人间》等影片。在《祝福》中扮演祥林嫂，获第十届卡罗维发利国际电影节特别奖。著作有《电影表演技艺漫笔》、《电影表演探索》、《落入满天霞》与《我的影剧生涯》等。1962年被選為新中國二十二大電影明星。
文化大革命的爆發徹底改變了她的生活，數度被紅衛兵毆打得體無完膚。期間由於離開牛棚去探望突發高血壓的丈夫，白楊被扣上了“畏罪潛逃”的罪名，更被列為上海市革委會的十大要案之一。直到1971年年底她才擺脫了五年生不如死的黑牢生涯。不久后她又被下放到五七幹校進行“再教育”。直到1977年年中，這個終於被平反的傳奇女星在《人民日報》上發表了《生命權利鬥爭》一文。以自己九死一生的經歷，控訴四人幫的罪惡，呼籲人們要為捍衛民主和法制而奮鬥。
白杨的一生，从坎坷中走向光辉，这与她从艰苦的逆境中生存，在成功后保持平凡的心态是分不开的。曾因《冬梅》一片的拍摄，同周恩來总理、陈毅同志促膝交谈。她在《一江春水向东流》中代表了自我，在《祝福》中走向新的高度，在《冬梅》赢得真诚，无论戏中戏外，她都如此“优美”、“自然”、“含蓄”的将东方女性特有的美感，彻底地展示在舞台与银幕上。她还著有表演艺术专著《电影表演技艺漫笔》、《电影表演探索》及诗文集《落入满天霞》。1980年代还在电视剧《洒向人间都是爱》中扮演宋庆龄。1996年去世，享年76岁。

## 家庭
白杨长兄杨高贷，曾任国立铜仁大学主任、中央财政部文书主任。长姐杨沫是知名作家。二姐，名不详。白杨和长姐杨沫在兄弟姐妹中最为知名。
她的丈夫蒋君超（1912—1991）也是电影导演。儿子蔣曉松是香港博鳌投资有限公司会长。

## 作品

### 電影
- 故宮新怨（1932）
- 十字街頭（1936）飾演楊藝瑛
- 神秘之花（1937）
- 社會之花（1937）
- 四千金（1937）
- 中華兒女（1939）
- 長空萬里（1940）
- 青年中國（1940）
- 聖城記（1946）
- 八千里路雲和月（1947）
- 一江春水向東流 (1947) 飾演素芬
- 還鄉日記（1947）
- 乘龍快婿（1947）
- 新閨怨（1948）
- 山河淚（1948）
- 火葬（1948）
- 團結起來到明天（1951）
- 爲了和平（1955）
- 祝福（1957）飾演祥林嫂
- 春滿人間（1959）
- 金玉姬（1960）飾演金玉姬
- 冬梅（1961）

### 電視劇
- 灑向人間都是愛（1988）飾演宋慶齡

## 著作
- 《电影表演技艺漫笔》 1962-03 上海文艺出版社
- 《电影表演探索》1979 中国电影出版社
- 《落入满天霞》1981 湖南人民出版社 / 1992 中国文联出版公司
- 《我的影剧生涯》1996 中国电影出版社